# Château de Juvigné
Le Château de Juvigné est un château français situé à Juvigné, dans le département de la Mayenne et la région des Pays de la Loire. 

## Histoire
Au mois d'août 1265, Guy VII de Laval donne à titre d'échange à Foulques de Mathefelon, qui possédait déjà la seigneurie de Juvigné unie à la châtellenie de Saint-Ouën, la terre de la Motte qui semble en être devenue le principal domaine. 
Le tout était dans la mouvance de Mayenne. Charles de Blois, Baron de Mayenne, en donnant à Thibault de Mathefelon toute justice sur la terre de Juvigné, réserve encore les droits du sire de Laval, le 10 octobre 1342. 
Guy XII de Laval acquit en 1408 Juvigné, avec Saint-Ouën et Entrammes, de Jean II de Parthenay-l'Archevêque, fils de Jeanne de Mathefelon, pour 500 ₶ de rente. Guy XIII de Laval obtint de Louis XI que la châtellenie de Saint-Ouen et de Juvigné relevât directement de la couronne.
Lors de la Grande charte de distraction en 1481, Olivier de la Chapelle, seigneur de Saint-Ouën, obtient de Guy XIV de Laval la réunion en un seul hommage lige de plusieurs seigneuries afin de réparer le préjudice que constitue la réunion au comté de Laval des seigneuries de Saint-Ouen et de Juvigné.  Ces chatellenies qui jusque-là étaient dans la mouvance d'Ernée, sera à l'avenir membre du Comté de Laval. Les sujets tenant fiefs et arrière-fiefs, tant du comté de Laval que de la seigneurie de Saint-Ouën et Juvigné, ne pourront être mis en cause ailleurs que devant le sénéchal ou bailly du comte de Laval. Les appels ne seront plus portés devant le juge du Maine; mais directement au Parlement de Paris. Les oppositions des officiers du Mans sont mises à néant.
René de Lorraine, Baron de Mayenne, remis dans ses droits par Charles VIII, revendiqua la féodalité de Juvigné et les Comtes de Laval rendirent de ce chef obéissance à la Baronnie de Mayenne.
Le 15 septembre 1629, devant Gilles Farcy et François Lagaut, notaires à Laval, Henri Ier de La Trémoille vendit à Charles de la Corbière, seigneur des Alleux, à Charles de la Corbière et à Marie de Pidoux, « la terre, fief et seigneurie de Juvigné-Montanadais, tant en fief qu'en domaine, en la paroisse de Juvigné et autres circonvoisines, non compris le moulin et étang de Lambarré, aliénés à la demoiselle de Bourgon, pour récompense de ses héritages inondés, et l'eau de l'étang des forges de la Madeleine qui relèveront de Juvigné », pour 19.000 ₶ payables à Angers, et 400 ₶ de rente qui n'étaient pas encore amorties en 1757. 
Depuis lors, malgré quelques querelles avec les sieurs de la Broise, seigneurs de Coulonges, les sieurs de la Corbière relevèrent à la fois la Bénichère et Juvigné de la châtellenie de Saint-Ouën, et se titrèrent souvent barons de Juvigné. 
René-Élisabeth de la Corbière, seigneur du Feu, mari de Louise Guiton des Bois, devint seigneur de Juvigné, en 1779, par accord avec François-Honoré-Hyacinthe de la Corbière, seigneur de Juvigné, des Alleux … et les autres cohéritiers de l'abbé Charles-Jacques-François de la Corbière, leur oncle. 
François-Honoré-Hyacinthe de la Corbière et Françoise-Thérèse-Perrine de la Forêt d'Armaillé, sa femme, se font donation mutuelle le 22 mai 1753. Les tombes armoriées des derniers seigneurs : de la Corbière, Guiton des Bois, Picot de Pontaubray, sont aussi conservées.

## Sources et bibliographie
- « Château de Juvigné », dans Alphonse-Victor Angot et Ferdinand Gaugain, Dictionnaire historique, topographique et biographique de la Mayenne, Laval, A. Goupil, 1900-1910 [détail des éditions] (BNF 34106789, présentation en ligne)